# Linognathus pedalis
Linognathus pedalis är en insektsart som först beskrevs av Henry Fairfield Osborn 1896.  Linognathus pedalis ingår i släktet Linognathus och familjen nötlöss. Inga underarter finns listade i Catalogue of Life.